# Publi Corneli
Publi Corneli (en llatí: Publius Cornelius) va ser un polític romà del segle iv aC, un patrici que formava part de la gens Cornèlia.
Va ser elegit dues vegades tribú militar amb poder consular, una magistratura que, a l'inici de la República Romana, va substituir el consolat de manera irregular entre l'any 444 aC i el 367 aC, les dues vegades amb cinc col·legues:
- L'any 389 aC amb Luci Valeri Publícola, Luci Virgini Tricost, Aulus Manli Capitolí, Luci Emili Mamercí i Luci Postumi Albí Regil·lensis. Durant el seu mandat, va ser l'encarregat d'organitzar la defensa de la ciutat que s'estava reconstruint després de ser devastada l'any anterior pels gals durant el saqueig de Roma.[1]
- L'any 385 aC va tornar a ser elegit tribú militar amb poder consular amb Tit Quinti Cincinnat Capitolí, Luci Quinti Cincinnat Capitolí, Aulus Manli Capitolí, Luci Papiri Cursor i Gai Sergi Fidenat. Aquell any, el seu col·lega Aulus Manli Capitolí va convèncer el Senat per nomenar dictador Aulus Corneli Cos perquè fes front a un atac dels volscs als que recolzaven els llatins i els hèrnics.[2]